# مطار هراة الدولي
مطار هرات الدولي المعروف أيضًا باسم مطار الخواجة عبد الله الأنصاري الدولي (إياتا: HEA، إيكاو: OAHR) هو مطار يقع جنوب شرقي مدينة هراة في غرب أفغانستان.

## شركات الطيران
| شركـات طيـران                  | الوجهات                                 |
| ------------------------------ | --------------------------------------- |
| الخطوط الجوية الأفغانية آريانا | مطار كابل الدولي                        |
| كام إير                        | مطار كابل الدولي، مطار مزار شريف الدولي |